# Tojad Gayera
Tojad Gayera (Aconitum ×gayeri Starm.) – roślina z rodziny jaskrowatych będąca mieszańcem dwóch gatunków: tojadu wiechowatego Aconitum degenii Gáyer oraz tojadu wschodniokarpackiego Aconitum lasiocarpum (Rchb.) Gáyer. W Polsce w występuje w Bieszczadach Zachodnich.

## Morfologia
KwiatySłupki gruczołowo owłosione.
Gatunki podobneTojad wiechowaty.

## Biologia i ekologia
Roślina trująca. Zapylana przez trzmiele.

## Zagrożenia i ochrona
Od 2014 roku roślina jest objęta w Polsce częściową ochroną gatunkową. W latach 1957–2014 podlegała ochronie ścisłej.